# جو سمول
جو سمول (بالإنجليزية: Joe Small)‏ هو كاتب أغاني نيوزيلندي، (ولد في لندن في المملكة المتحدة 1830  م).